# Universitäts-Sternwarte München

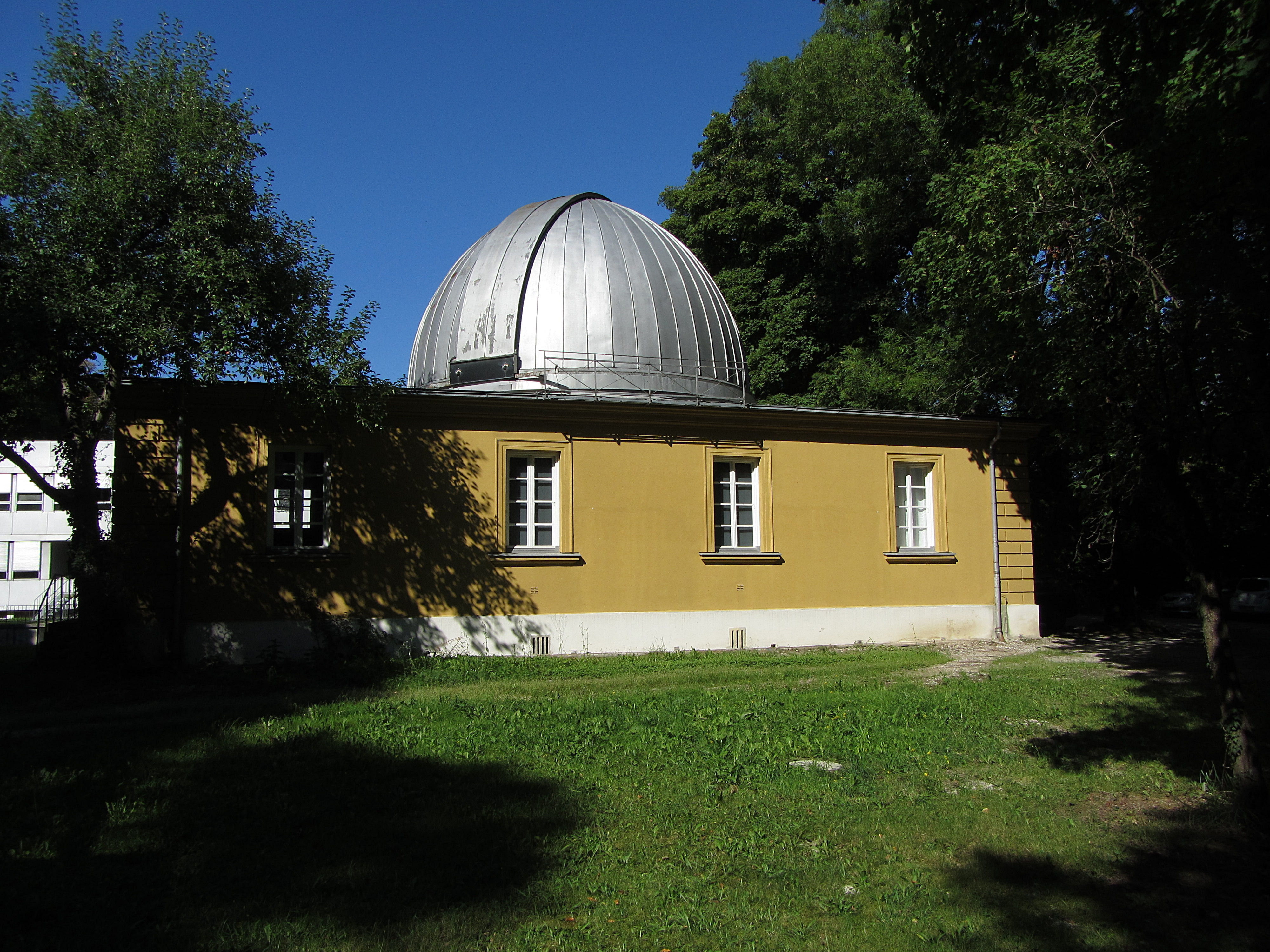
Beobachtungskuppel der Sternwarte Bogenhausen

Die Universitäts-Sternwarte München (USM) in Bogenhausen liegt sechs Kilometer nordöstlich des Stadtzentrums und wurde 1816 als Königliche Sternwarte gegründet. Seit 1938 ist sie Teil der Münchner Ludwig-Maximilians-Universität.
Die heutigen Forschungsgebiete des Instituts sind theoretische und beobachtungsbasierte Studien der Entstehung, Population und der Atmosphären von Exoplaneten, der Kosmologie mit Fokus auf Dunkle Energie, extragalaktische Astronomie, der Computersimulation astrophysikalischer Systeme, heiße Sterne und Sternwinde, und Plasma-Astrophysik. 
Wegen der allgemeinen Zunahme der Lichtverschmutzung sind heute wissenschaftliche Beobachtungen am Stadtrand kaum mehr möglich. Sie finden auf entfernten Standorten, so am von der Universität betriebenen Fraunhofer-Teleskop auf dem  Wendelstein (Oberbayern), am Paranal-Observatorium in Chile und mit dem Hobby-Eberly-Teleskop in Texas statt. Wissenschaftler der Universitäts-Sternwarte entwickeln Beobachtungsinstrumente für diese und andere Teleskope und sind an Beobachtungsprogrammen wie dem Dark Energy Survey, Euclid (Weltraumteleskop) und dem Vera C. Rubin Observatory beteiligt.

## Geschichte

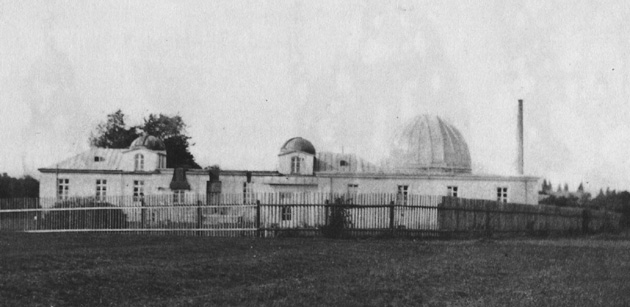
Sternwarte Bogenhausen um 1880

Am 4. Juni 1816 erteilte König Max I. Joseph den offiziellen Auftrag zum Bau einer Sternwarte nach Anforderung der Bayerischen Akademie der Wissenschaften auf dem höhergelegenen Isarufer im damals selbständigen Dorf Bogenhausen. Am 11. August 1816 erfolgte der erste Spatenstich für die Königliche Sternwarte unter technischer Leitung des Königlichen Hofbauinspektors Franz Thurn und 1819 wurde der Betrieb aufgenommen. 1938 wurde die Sternwarte in die Fakultät für Physik der Universität München eingegliedert.

## Instrumente

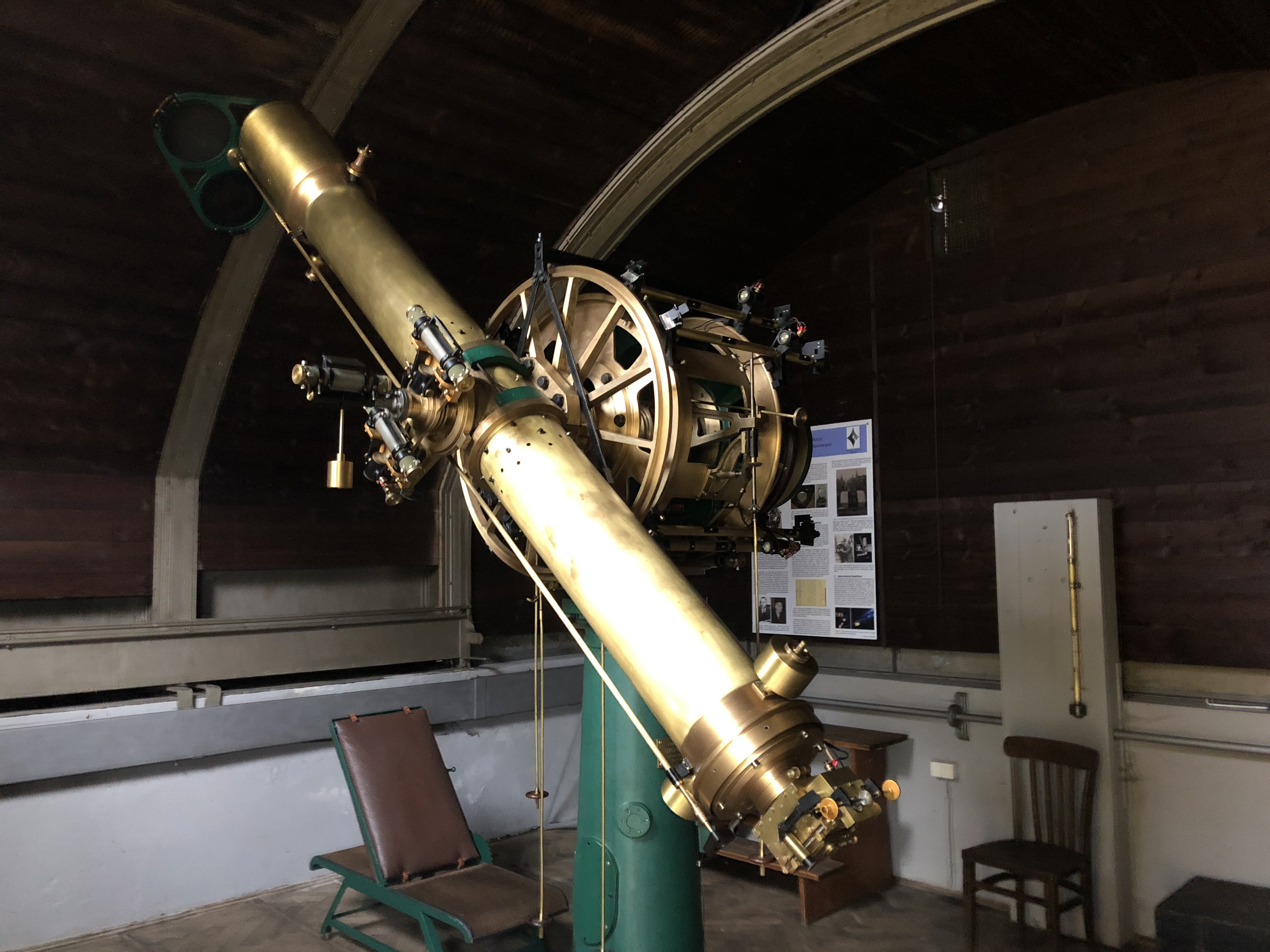
Askania Vertikalkreis; er war von 1927 bis 2007 in der Universitäts-Sternwarte München in Betrieb.

Die USM verfügt über zwei Außenstellen: Das Sonnenobservatorium am Gipfel des Wendelsteins in den bayerischen Alpen und das Hobby-Eberly-Teleskop (HET) in Texas, ein gemeinschaftliches Observatorium mit der University of Texas in Austin, der Pennsylvania State University, der Stanford University in Kalifornien und der Georg-August-Universität in Göttingen. Das Observatorium befindet sich in den Davis Mountains etwa 700 km westlich von Austin.

### Wendelstein-Observatorium

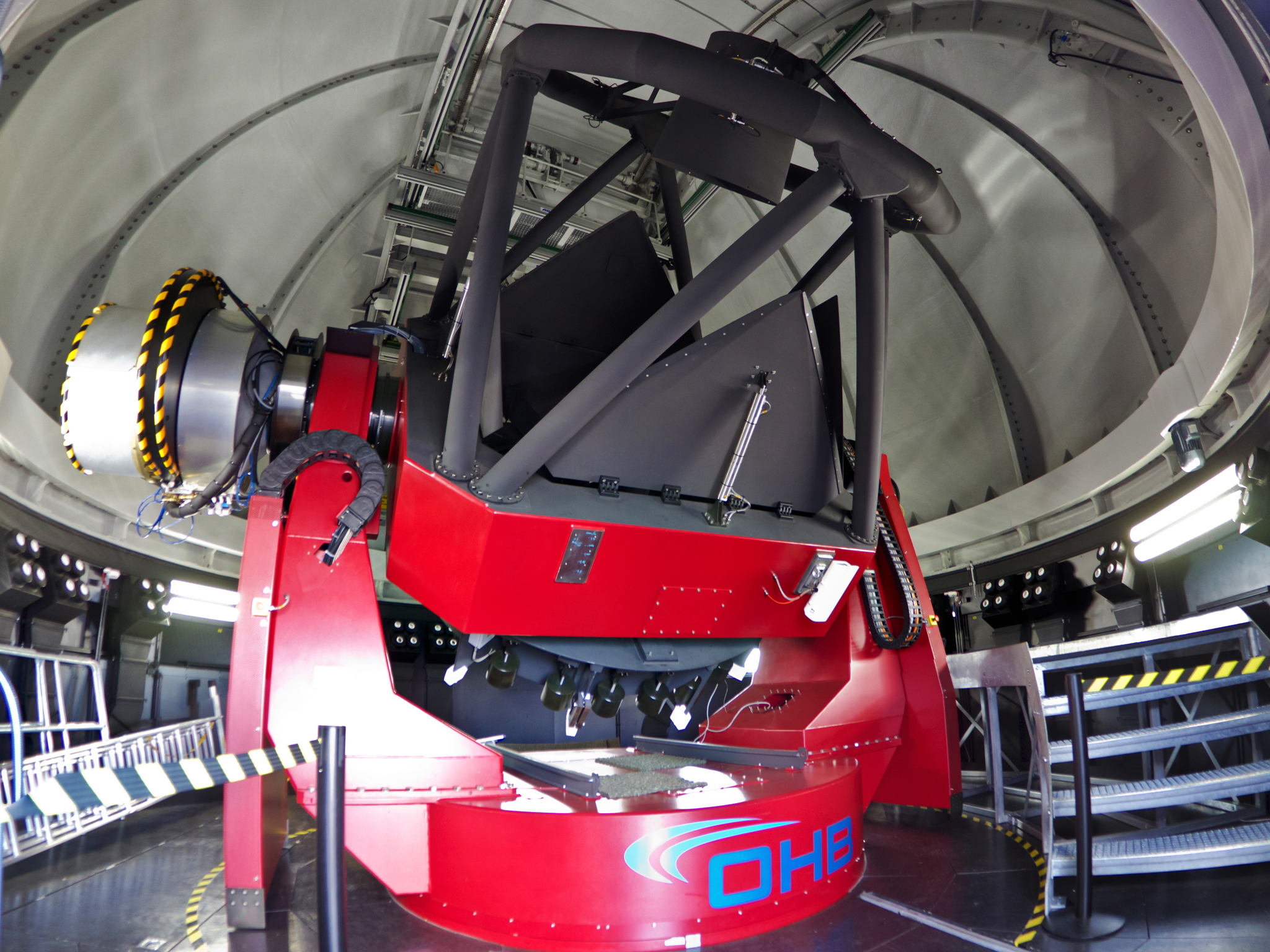
Das Fraunhofer-Teleskop am Wendelstein-Observatorium

Im Jahr 1987 wurde ein 80-cm-Teleskop in Betrieb genommen, welches den Bauarbeiten für ein neues 2-Meter-Teleskop weichen musste. Als Ersatz wurde ein 40-cm-Cassegrain-Teleskop beschafft, das bis zur Fertigstellung des neuen Instrumentes eingesetzt wird. Es ist mit einer SBIG CCD-Kamera und Filtern speziell für den optischen Bereich ausgerüstet. Die Brennweite beträgt 3,2 m, was ein Verhältnis von f/8 ergibt.
Für die Sonnenbeobachtung wird ein 20-cm-Koronograf (Spezialfertigung der Firma Zeiss) verwendet. Es erlaubt die Beobachtung der Sonne im Weisslicht, in der roten Hα-Linie und im Farbspektrum. Bei günstigen Wetterbedingungen kann mit Einsatz von Blenden (künstliche Sonnenfinsternis) die Sonnenatmosphäre untersucht werden. Des Weiteren wurde bis 2008 für das DLR (Deutsches Luft- und Raumfahrtzentrum) im Rahmen des Überwachungsnetzwerks eine Meteoritenkamera betrieben. 
Ende des Jahres 2013 ging am Wendelstein das neue 2-Meter-Fraunhofer-Teleskop in Betrieb. Es wurde nach dem deutschen Optiker und Physiker Joseph Fraunhofer benannt.

### Hobby-Eberly-Teleskop

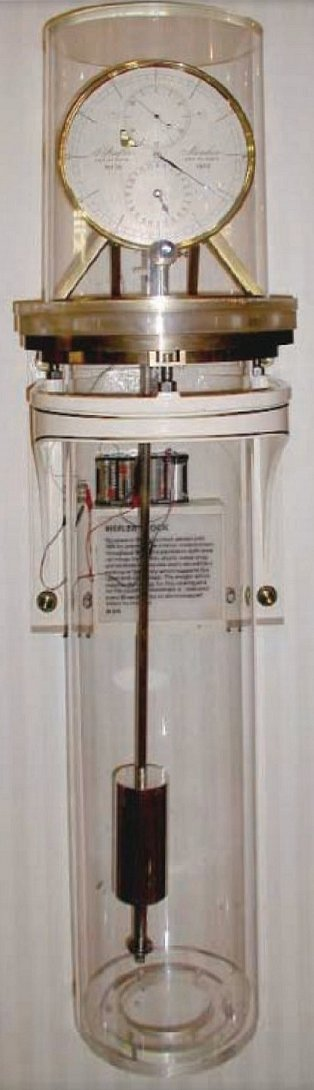
Riefler Präzisionspendeluhr in der Universitäts-Sternwarte München; Ganggenauigkeit
±4·10^{−4}s/Tag. Bis heute die präziseste mechanische Uhr.

Das neuartige 9- bzw. 11-Meter-Teleskop mit einer Brennweite von 13,1 Metern besteht aus 91 Zerodur-Spiegelelementen. Mehrere Instrumente stehen für die Beobachtung im optischen und nahen  Infrarot sowie für  spektrografische Aufnahmen zur Verfügung.